# Kuolema tekee taiteilijan
"Kuolema Tekee Taiteilijan" é o décimo segundo single da banda finlandesa de metal sinfônico Nightwish, que foi lançado como parte do álbum Once em 24 de novembro de 2004 pela Spinefarm Records apenas na Finlândia. Na língua finlandesa, "kuolema tekee taiteilijan" significa "a morte faz o artista".
A canção foi originalmente escrita em inglês pelo compositor Tuomas Holopainen, no entanto a banda decidiu gravá-la em finlandês de última hora. O single nunca foi lançado fora da Finlândia e Japão, sendo que em território finlandês a canção alcançou o primeiro lugar nas paradas. Há também uma versão instrumental da canção que foi utilizada nos créditos finais do documentário A Day Before Tomorrow, presente no DVD End of an Era.
"Kuolema Tekee Taiteilijan" foi excluída das apresentações ao vivo depois da saída de Tarja Turunen, uma vez que as vocalistas posteriores, Anette Olzon e Floor Jansen, não são fluentes em finlandês, embora ambas possuam um domínio notório da língua. Contudo, em 13 de agosto de 2009, Olzon cantou a canção junto com "Meadows of Heaven" do álbum Dark Passion Play no evento Suomi Safari em Estocolmo, Suécia, acompanhada de uma orquestra completa.

## Faixas
| N.º            | Título                                        | Compositor(es)    | Duração |  |
| 1.             | "Kuolema Tekee Taiteilijan"                   | Tuomas Holopainen | 3:36    |  |
| 2.             | "Creek Mary's Blood" (versão orquestral)      | Holopainen        | 7:18    |  |
| 3.             | "Symphony of Destruction" (cover do Megadeth) | Dave Mustaine     | 4:20    |  |
| Duração total: | Duração total:                                | Duração total:    | 15:14   |  |

## Desempenho nas paradas
| País      | Parada (2004)           | Melhor posição |
| --------- | ----------------------- | -------------- |
| Finlândia | Suomen virallinen lista | 1              |

## Créditos
A seguir estão listados os músicos e técnicos envolvidos na produção do single "Kuolema Tekee Taiteilijan":

### A banda
- Tuomas Holopainen – teclado
- Emppu Vuorinen – guitarra
- Tarja Turunen – vocais
- Jukka Nevalainen – bateria, percussão
- Marco Hietala – baixo, vocais